# ديف تشيسمان
ديف تشيسمان (بالإنجليزية: Dave Cheeseman)‏ هو موسيقي بريطاني، ولد في 24 يونيو 1978 في كينغستون أبون هال في المملكة المتحدة.